# Andora bruuni
Andora bruuni är en sjöstjärneart som beskrevs av Ross Robert Mackerras Rowe 1977. Andora bruuni ingår i släktet Andora och familjen Ophidiasteridae.
Artens utbredningsområde är Madagaskar. Inga underarter finns listade i Catalogue of Life.